# (15964) Billgray
(15964) Billgray (1998 DU) – planetoida z grupy pasa głównego asteroid okrążająca Słońce w ciągu 2,73 lat w średniej odległości 1,95 j.a. Odkryta 19 lutego 1998 roku.